# Современная архитектура (журнал)
«Современная архитектура» («СА») — советский периодический иллюстрированный журнал, издававшийся в Москве в 1926—1930 годах. Освещал вопросы градостроительства, жилой и промышленной архитектуры, проектирования, истории и теории архитектуры и строительства. Сыграл одну из главных ролей в пропаганде идей архитектурного конструктивизма, фактически стал печатным органом творческого объединения архитекторов-конструктивистов — Объединения современных архитекторов.

## История

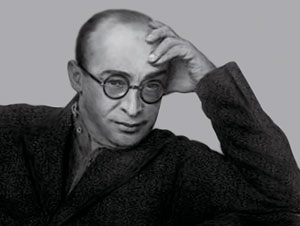
Архитектор Моисей Гинзбург

В 1925 году Художественный отдел Главнауки Наркомпроса РСФСР принял решение организовать выпуск архитектурного журнала. В то время в СССР не было периодического издания архитектурной направленности; первый советский тематический журнал «Архитектура», издавать который в 1923 году начало Московское архитектурное общество (МАО), выдержал лишь два выпуска.
Заведующий отделом П. И. Новицкий поручил решение организационных вопросов по созданию журнала М. Я. Гинзбургу, имевшему опыт работы ответственным редактором «Архитектуры». Гинзбург, в свою очередь, предложил стать издателем журнала Архитектурной группе ИНХУКа, куда входили члены объединения ЛЕФ и ряд преподавателей и студентов ВХУТЕМАСа. Архитектурная группа ИНХУКа разделяла позиции конструктивизма и воспринималась в то время как одна из архитектурных группировок, наряду со старейшей творческой организацией страны МАО и созданным в 1923 году объединением рационалистов АСНОВА; руководителями группы были А. А. Веснин, А. С. Лавинский и О. М. Брик. В ходе обсуждения активом группы концепции издания представители ЛЕФа (прежде всего Брик) настаивали на том, что будущий журнал должен освещать все области конструктивизма и производственного искусства (издаваемый объединением журнал «ЛЕФ», выходивший нерегулярно в течение трёх лет, в 1925 году прекратил своё существование); архитекторы предлагали создать более узкий по направленности журнал, представляя его органом нового творческого течения — архитектурного конструктивизма.
Во второй половине 1925 года деятельность Архитектурной группы ИНХУКа—ЛЕФа была свёрнута. Часть её членов, а также творческие единомышленники Веснина и Гинзбурга в МИГИ, МВТУ и ВХУТЕМАСе в декабре 1925 года создали новую творческую организацию архитекторов-конструктивистов — Объединение современных архитекторов (ОСА), председателем которой стал А. А. Веснин. В мае 1926 года вышел первый номер журнала, получившего название «Современная архитектура» («СА»). На его обложке от имени редколлегии было заявлено:

Журнал Современная Архитектура является по преимуществу результатом работ членов Объединения Современных Архитекторов (ОСА), связанных общими архитектурными взглядами и устремлениями.
Тем не менее Современная Архитектура не намеревается замкнуться в своем внутреннем кругу. Наоборот, редакция всячески стремится систематически отражать все волнующие вопросы нашей архитектурной современности.

И точно так же Современная Архитектура широко открывает свои страницы всем своим единомышленникам, рассеянным не только в пределах СССР, но и всего мира.
Несмотря на эту декларацию, на момент выпуска первого номера «СА» творческое объединение архитекторов-конструктивистов ещё не было официально оформлено: Моссовет несколько раз отказывал в его регистрации, предлагая учредителям влиться в одну из уже существующих архитектурных организаций. Лишь осенью 1926 года ОСА удалось официально оформить своё существование при Государственной академии художественных наук. На принятие положительного решения большое влияние оказало начало выпуска «Современной архитектуры». Так, в письме Главнауки Наркомпроса в Моссовет отмечалось, что ОСА «издаёт единственный в СССР архитектурный журнал „Современная архитектура“, первые два вышедших номера которого были встречены с живейшим интересом как у нас, так и на Западе».

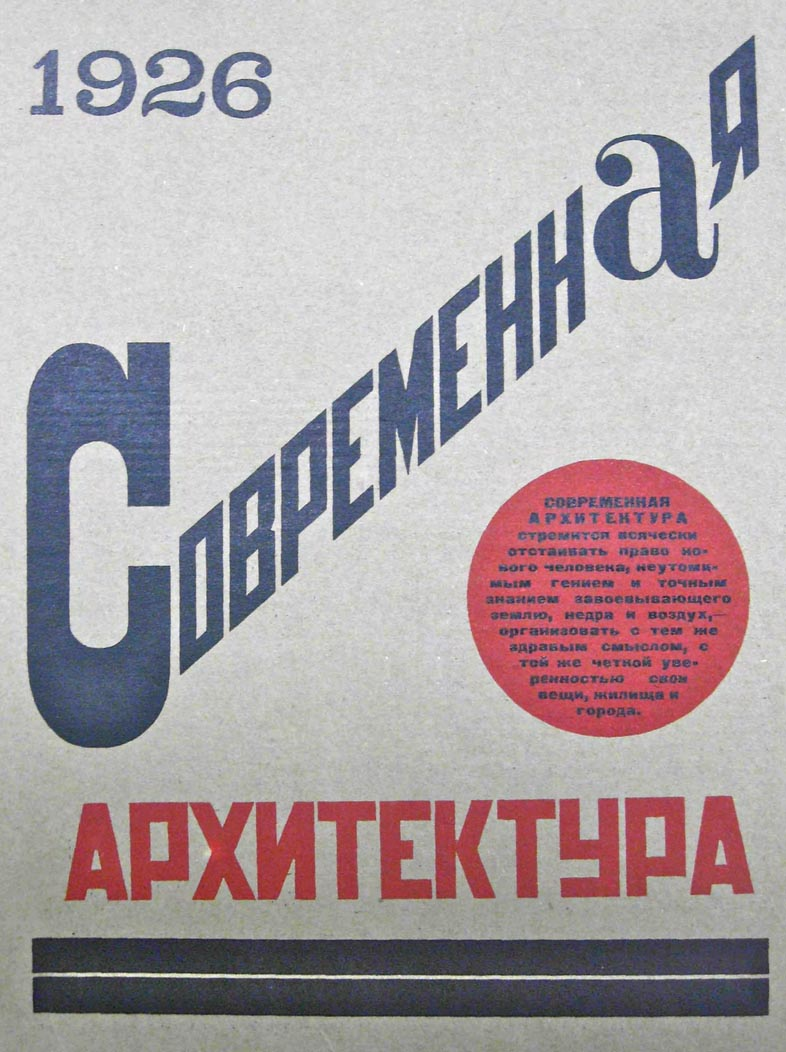
3-я страница обложки первого номера журнала (автор А. Ган)

Редколлегия «Современной архитектуры» выполняла роль руководящего органа ОСА, и журнал превратился в одно из основных средств пропаганды идей архитектурного конструктивизма. В статьях Моисея Гинзбурга разрабатывались идеология, теоретические основы и творческая концепция нового течения, в том числе и так называемый функциональный метод. Со страниц журнала конструктивисты вели борьбу с эклектикой и различными стилизациями в духе «конструктивного стиля», вступали в острую полемику с представителями других архитектурных течений, прежде всего с «традиционалистами» и членами АСНОВА. Выпуски журнала сопровождались призывами и лозунгами: «Долой эклектику!», «Да здравствует функциональный метод мышления!», «Да здравствует конструктивизм!», «Архитектор, не подражай формам техники, а учись методу конструктора». Уже с первых номеров содержание «Современной архитектуры» вышло за пределы сугубо архитектурно-строительной тематики. Журнал широко освещал произведения и других направлений конструктивизма: полиграфии (лидер — Алексей Ган) и дизайна (Александр Родченко). Вместе с тем, на страницах «СА» не нашли отражения радикальные теории производственного искусства и конструктивизма, которые, в частности исповедовал Ган. Выступая в 1936 году на общесоюзном совещании архитекторов, Александр Веснин говорил: «В своё время некоторые наши товарищи, правда меньшинство, определённо загибали в вопросах искусства. Они говорили, что искусство — это пережиток, и вместо искусства выдвигали художественный труд. <…> … в нашем журнале мы никогда не допускали лозунга „Долой искусство“».
1. ЭКЛЕКТИЗМУ И БЕСПРИНЦИПНОСТИ — ОБЩИЙ ФРОНТ ДИАЛЕКТИЧЕСКОГО МАТЕРИАЛИЗМА В МЕТОДЕ ФУНКЦИОНАЛЬНОГО МЫШЛЕНИЯ. НАИТИЮ, ВДОХНОВЕНИЮ И ОТВЛЕЧЕННЫМ ЖРЕЧЕСКИМ КАНОНАМ — ПЛАНОВЫЙ МЕТОД, РАЦИОНАЛЬНОЕ ОФОРМЛЕНИЕ, ИДУЩЕЕ ОТ СОЦИАЛЬНЫХ ПРЕДПОСЫЛОК ДНЯ.

2. ДЕКОРАТИВНО-УКРАШАЮЩИМ СТИЛЯМ — СТРОИТЕЛЬСТВО НОВОГО БЫТА, КОРЕННУЮ РЕОРГАНИЗАЦИЮ АРХИТЕКТУРНЫХ ТИПОВ ИЗНУТРИ, ОТ НОВЫХ ПРОИЗВОДСТВЕННО-БЫТОВЫХ НАВЫКОВ.

3. ПАССИВНОМУ ПОДЧИНЕНИЮ СУЩЕСТВУЮЩИМ МАТЕРИАЛАМ И КОНСТРУКЦИЯМ, КАНОНИЗИРОВАННЫМ ПРЕДСТАВЛЕНИЯМ О ИХ СТАТИЧЕСКИХ И ТЕПЛОВЫХ ВОЗМОЖНОСТЯХ — АКТИВНЫЙ СТРОГО-НАУЧНЫЙ ПЕРЕСМОТР ИХ, ИЗОБРЕТАТЕЛЬСТВО НОВЫХ СТРОЙМАТЕРИАЛОВ И КОНСТРУКЦИЙ, БОРЬБУ С ЗАПАСАМИ ПРОЧНОСТИ, НЕОБХОДИМОСТЬ КОТОРЫХ БАЗИРУЕТСЯ ЛИШЬ НА ТРАДИЦИЯХ, УНИЧТОЖЕНИЕ ВСЕХ ЧАСТЕЙ И ДЕТАЛЕЙ, НЕ НЕСУЩИХ СТАТИЧЕСКОЙ НАГРУЗКИ ИЛИ ФУНКЦИЙ ТЕПЛОВОГО РЕЖИМА.

4. АНАХРОНИЗМУ В МЕТОДАХ СТРОЙПРОИЗВОДСТВА — НОТ, СТАНДАРТИЗАЦИЮ И МЕХАНИЗАЦИЮ СТРОИТЕЛЬСТВА, ИНДУСТРИАЛИЗАЦИЮ ОТДЕЛЬНЫХ ВИДОВ И ЧАСТЕЙ СТРОЙПРОИЗВОДСТВА.

Из рекламы «Современной архитектуры» (№ 5—6, 1926, 3-я стр. обложки)
Редакция периодически объявляла товарищеские конкурсы, призывала архитекторов, «независимо от их архитектурных убеждений, <…> присылать снимки как с выстроенных зданий, так и с их проектов. СА будет клишировать присланные фото и печатать статьи как за, так и против помещаемого материала». На деле в журнале появлялись в основном проекты членов и сторонников ОСА и работы некоторых представителей зарубежных авангардистских архитектурных течений — Фрэнка Ллойда Райта (№ 2, 1927), Эриха Мендельсона (№ 5, 1927), Ханнеса Майера, Робера Малле-Стивенса (№ 6, 1927), Вальтера Гропиуса (№ 6, 1927, № 1, 1928), Ле Корбюзье, Людвига Мис ван дер Роэ (№ 1, 1928), Эйлин Грей (№ 4, 1930) и других. За все годы существования журнал не опубликовал ни одного проекта и ни разу не упомянул имени такого яркого представителя советского авангарда, как Константин Мельников; Мельников в ответ заявлял, что в руки не возьмёт «Современную архитектуру». Принципиально игнорировал журнал и работы «традиционалистов». По отношению к рационалистам поначалу редколлегия проводила линию на включение их материалов в журнал, предлагала выделить АСНОВА место в «СА» в «полное редакционное распоряжение». Обсжудалась даже идея выпускать журнал с двумя разными обложками на оборотных сторонах — на одной из которых было бы написано «ОСА», на другой, перевёрнутой — «АСНОВА», причём тексты и иллюстрации предлагалось располагать только на правых страницах, «вверх ногами» по отношению к материалам конкурентов. Однако договориться об условиях сотрудничества группировкам не удалось. АСНОВА выступила с критикой журнала, отказавшись предоставлять для публикации свои проекты, а вскоре вышел первый выпуск журнала «Известия АСНОВА», так и оставшийся единственным. По мнению исследователя архитектуры советского авангарда С. О. Хан-Магомедова, «тот факт, что ОСА и АСНОВА не смогли договориться о совместном издании „СА“, нанёс серьёзный ущерб пропаганде достижений советского архитектурного авангарда второй половины 20-х годов».
Журнал нередко становился площадкой публичной борьбы с представителями АСНОВА и других архитектурных течений. Начавшись как сугубо профессиональная, с 1928 года полемика между ОСА и АСНОВА стала сопровождаться взаимными обвинениями, приклеиванием друг другу философско-идеологических ярлыков, употреблением вульгарных приёмов критики. В «Современной архитектуре» эти тенденции отразились в резких по тону статьях Романа Хигера; он, по словам Хан-Магомедова, «с увлечением включился в эту часто весьма далёкую от творческих профессиональных проблем полемику, которая нередко напоминала перебранку по принципу „сам дурак“». В 1930 году редколлегия выступила против «огульной травли» членами ВОПРА архитектора-конструктивиста Ивана Леонидова, поместив в журнал редакционную статью в его защиту и опубликовав созданный Леонидовым проект Дворца труда. Поводом к этому стал ряд статей А. Мордвинова, в которых он выступил с резкой критикой Леонидова, назвав архитектора вредителем, а его творчество «леонидовщиной» — «мелкобуржуазным направлением в архитектуре».
Во время существования «Современной архитектуры» (1926—1930) в СССР издавалось ещё два журнала, систематически публиковавших материалы по архитектурной тематике — ежемесячные «Строительная промышленность» и «Строительство Москвы», выходившие тиражом по 12—15 тыс. экземпляров каждый. По сравнению с этими изданиями тираж «Современной архитектуры» был небольшим (1,5 тыс. экз. в 1926 г., 4 тыс. — в 1930 г.), а цена одного номера — значительно выше (2 руб. 50 коп., против 1 руб. 25 коп. у «Строительной промышленности» и 45 коп. у «Строительства Москвы»).
Журнал выходил с периодичностью 6 номеров в год. Всего за период 1926—1930 годов вышло 27 номеров «СА», в том числе три сдвоенных. Некоторые выпуски были тематическими: № 6 за 1927 год был посвящён прошедшей в Москве Первой выставке современной архитектуры; в 1929 году темами журнали стали «Современное жильё» (№ 1), «Свет и цвет» (№ 2), «Сооружения культуры и отдыха» (№ 3) и «Днепрострой» (№ 6).
Выпуск журнала был прекращён в 1930 году. В последнем, шестом, номере за 1930 год была опубликована редакционная статья «1926—1930», подводящая итоги пятилетней деятельности «Современной архитектуры» и Объединения современных архитекторов. В том же году прежде самостоятельные архитектурные группы (ОСА, АСНОВА, МАО, ВОПРА, АРУ и другие) вошли на правах секторов в Московское областное отделение Всесоюзного архитектурно-научного общества (МОВАНО). МОВАНО планировало создать на базе «Современной архитектуры» внегрупповой архитектурный журнал — в том же последнем номере «СА» за 1930 год была напечатана реклама готовящегося к выпуску журнала «Революционная архитектура» («РА»), которая сообщала, что новый журнал «объединяет главнейшие архитектурные течения сектора ВОПРА, АСНОВА, АРУ и ОСА». Однако создать собственный печатный орган МОВАНО не удалось. В 1931 году появился новый архитектурный журнал «Советская архитектура», в состав редколлегии которого вошёл и бывший ответственный редактор «Современной архитектуры» М. Я. Гинзбург.

## Редакция и авторы
Ответственными редакторами журнала в 1926—1928 годах были А. А. Веснин и М. Я. Гинзбург. В 1929 году, в связи с выходом постановления Главнауки и Госиздата о выделении во всех научных периодических изданиях только одного ответственного редактора, редакция выбрала ответственным редактором журнала Гинзбурга, а Веснина — редактором «по библиотеке СА» (разделу «Библиография»). Гинзбург указан ответственным редактором всех выпусков журнала за 1929 год. В 1930 году редколлегию вновь возглавили Веснин и Гинзбург. В том же году в составе редакции появилась должность заместителя ответственного редактора, которую занял Р. Я. Хигер.
В состав первой редколлегии журнала кроме Веснина и Гинзбурга входили А. К. Буров, В. А. Веснин, Г. Г. Вегман, И. А. Голосов, А. М. Ган, А. Ф. Лолейт, Г. М. Орлов и И. Н. Соболев. Большинство членов редколлегии работали в журнале на протяжении всего 5-летнего периода его существования; И. А. Голосов и А. Ф. Лолейт вышли из редколлегии в 1926 году. В дальнейшем состав редколлегии несколько раз пополнялся новым членами: В. Н. Владимиров (с № 2, 1926), С. А. Маслих (с № 4, 1926), И. Л. Маца (№ 5—6, 1926), П. И. Новицкий (с № 5—6, 1926), А. Л. Пастернак (с № 3, 1927), А. С. Никольский, М. О. Барщ (с № 4—5, 1927), И. И. Леонидов (с № 1, 1928), Н. А. Красильников, И. И. Муравьёв, Н. Б. Соколов, М. Холостенко, Ф. И. Яловкин, Р. Я. Хигер, А. С. Фисенко (с № 6, 1928). В двух номерах журнала (№ 6, 1928 и № 1, 1929) членом редколлегии указан Ле Корбюзье. Члены редколлегии собирались на квартире или на даче А. А. Веснина, где подробно обсуждались основные материалы, составлялись редакционные статьи; вёл заседания Веснин, за которым всегда оставалось решающее слово относительно содержания номера.
В большинстве выпусков журнала наряду со списком редколлегии перечислялись те, с кем сотрудничает журнал. В конце 1926 года в одном из номеров был дан обобщающий список авторов, в числе которых были названы К. Акашев, Г. Бархин, В. Буржуа, Л. Веснин, Б. Варгазин, Г. Гольц, В. Гропиус, А. Иваницкий, Н. Колли, C. Кожин, Я. Корнфельд, А. Капустина, В. Кашкаров, В. Калиш, Г. Красин, А. Куровский, Г. Карлсен, Г. Людвиг, А. Люрса, П. Малиновский, Мис ван дер Роэ, Э. Норверт, М. Парусников, А. Родченко, В. Рагозинский, Ш. Сыркус, А. Фуфаев, П. Эттингер, А. Эрлих.

## Оформление

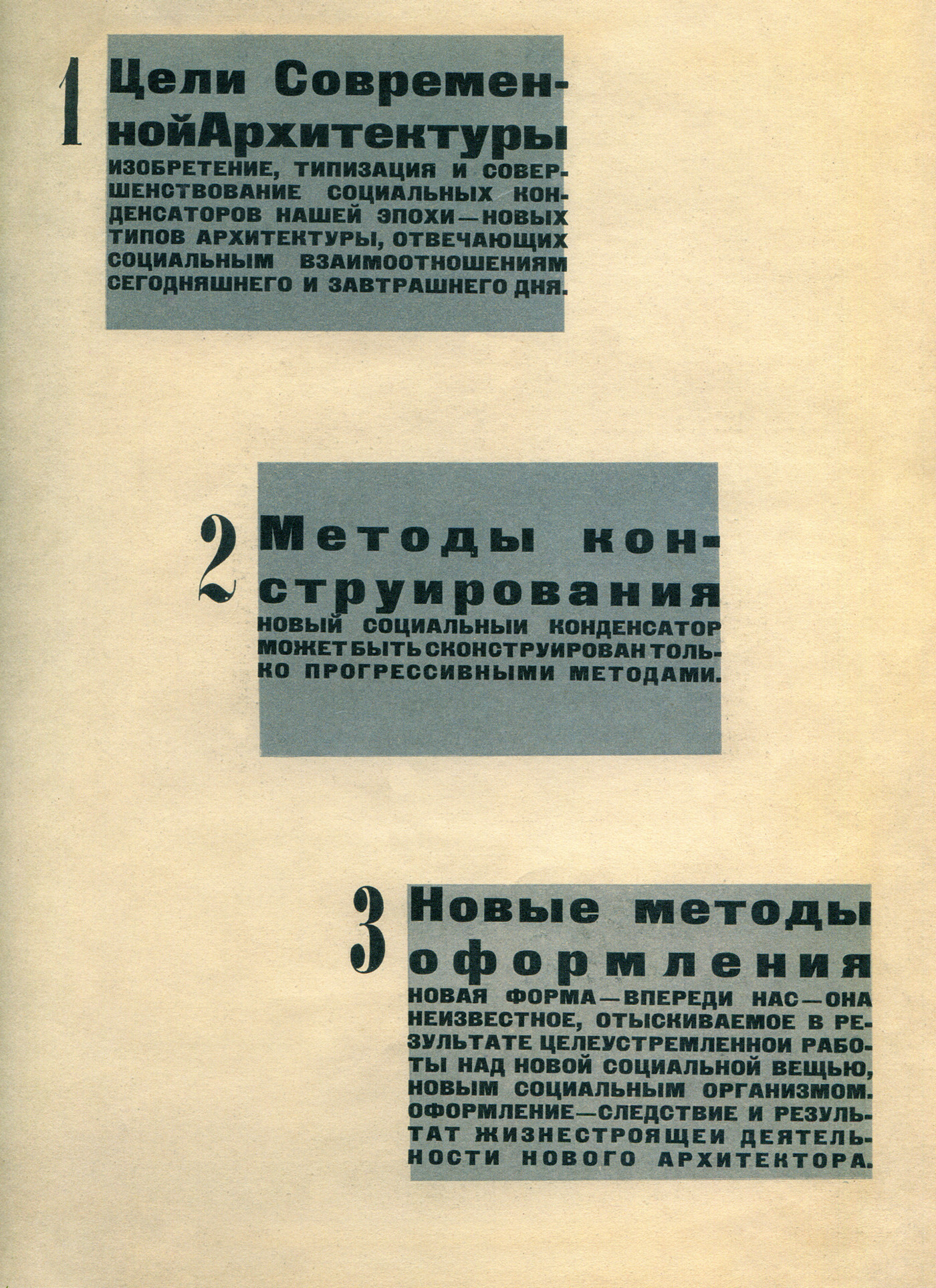
Одна из обложек № 1 за 1928 г. (автор И. Леонидов)

В 1926—1928 годах большинство выпусков журнала оформлял Алексей Ган (обложки, вёрстка, реклама); исключением стали № 6 за 1927 и № 1 за 1928 год, макет которых разрабатывал Иван Леонидов. В дальнейшем оформлением журнала занимались Варвара Степанова (четыре номера), Е. Некрасов (два номера) и Соломон Телингатер (четыре номера).
В оформлении журнала отразилась позиция А. Гана, который считал принципиальным для конструктивизма делать вёрстку без рисованных элементов и максимально использовать возможности типографских шрифтовых касс: за редким исключением все обложки «Современной архитектуры» были чисто шрифтовыми. В вёрстке журнала широко использовались возможности шрифта (изменение начертания, размера, цвета, укрупнение и подчёркивание важных слов и фраз), приёмы изменения ширины текстовых столбцов, введения перпендикулярных или диагональных к основному тексту строк, внедрение выделенных толстыми линиями и восклицательными знаками вставок с лозунгами, оформление различными стрелками, знаками и др. Журнал был богато иллюстрирован фотографиями, схемами и чертежами. В монтаже иллюстраций использовались приёмы, идущие от рекламно-плакатной полиграфии; особенно это было характерно для титульных листов, куда выносились наиболее содержательные иллюстрации, и второй—четвёртой страниц обложек журнала.

## Оценки
Выход уже первых номеров «Современной архитектуры» вызвал широкие отклики как в СССР, так и за границей. Директор Баухауза Вальтер Гропиус писал о «чрезвычайно заинтересовавших не только меня, но и всех работников нашего института» двух первых выпусках журнала. Одним из лучших европейских журналов называл «СА» чешский писатель и художник-авангардист Карел Тейге. Бруно Таут писал в издававшемся в Берлине журнале «Das neue Rußland», что «Современная архитектура» — журнал, «посвященный исключительно новому пониманию архитектуры, являющийся широко задуманным органом борьбы и пропаганды; такого журнала, к сожалению, всё ещё не хватает Германии».
Как отмечала редколлегия, «Советскую архитектуру» чаще всего критиковали за «сектантство и замкнутость». Так, во втором номере журнала за 1926 год было напечатано письмо АСНОВА, в котором организация рационалистов отказалась публиковать свои работы на страницах «СА», отметив, что журнал является «органом односторонним, отображающим интересы только одной из современных архитектурных группировок». В ответ на это редакция завила, что «журнал СА, конечно, не собирался и не собирается освещать вопросы вообще современной архитектуры, узко понимая под „современной“ всё что делается сегодня в области архитектурного строительства».
Профессор Н. В. Марковников на страницах журнала «Строительная промышленность» назвал «СА» «новым концерном, декретирующим архитектуру», обвинив его в необъективном освещении проводимых архитектурных конкурсов, в частности в том, что редакция не помещает в журнал материалы о победивших проектах и, напротив, публикует проекты не отмеченные жюри. Редколлегия ответила, что для неё не имеет значения установленная жюри «табель о рангах» и она видит разницу между объективностью и беспринципностью: «По нашему, лучше „декретировать архитектуру“, чем просто насаживать „объективный“ винегрет из дореволюционной требухи и ставшего ныне модным „конструктивного стиля“».
Искусствовед Н. И. Брунов в статье «Современная архитектура. Журнал ОСА», опубликованной в 1927 году журналом «Печать и революция», писал: «То, с чем покончила современная архитектура в её течении, представленном разбираемым журналом, это — абстрагирование искусства от жизни, понятие „чистой архитектуры“, не только не связанной с жизнью, но требующей жизнь себе в жертву и стремящейся над ней господствовать».
Критически был настроен к журналу и Казимир Малевич, направивиший в 1928 году в «СА» письмо, в котором заявил, что «Ознакомившись с журналом „Современная архитектура“, я обнаружил большие принципиальные расхождения с современной архитектурной мыслью. Идеология архитектуры и вообще искусства вами не то чтобы не уяснена, но даже и нет попытки к выяснению этой великой стороны жизни в вашем журнале. Это положение заставляет меня воздержаться от сотрудничества в редактируемом вами журнале. Это значит: не печатайте моей фамилии в списках сотрудников, но этим я не исключаю возможность того, чтобы вы печатали мои работы. Я хочу быть случайным в вашем журнале, и пишите о моих работах сами, что хотите».
По мнению С. О. Хан-Магомедова, журнал представляет собой выдающееся явление в культуре 1920-х годов: «Его содержание (текстовое и иллюстративное), приёмы монтажа, обложки и т. д. — всё это ставит „Современную архитектуру“ на одно из самых первых мест (а может быть, и на первое) в области журнальной полиграфии тех лет».

## Репринтные издания номеров журнала
- Современная архитектура: 1928—1930 / Сост. Э. Кубенский. — М.: Tatlin Publishers, 2010. — 1076 с. — 1000 экз. — ISBN 978-5-903433-12-4.
- СА: Современная архитектура. — М.: Русский авангард, 2010. — 438 с. — ISBN 978-591566-026-6.